# Lubrificante intimo

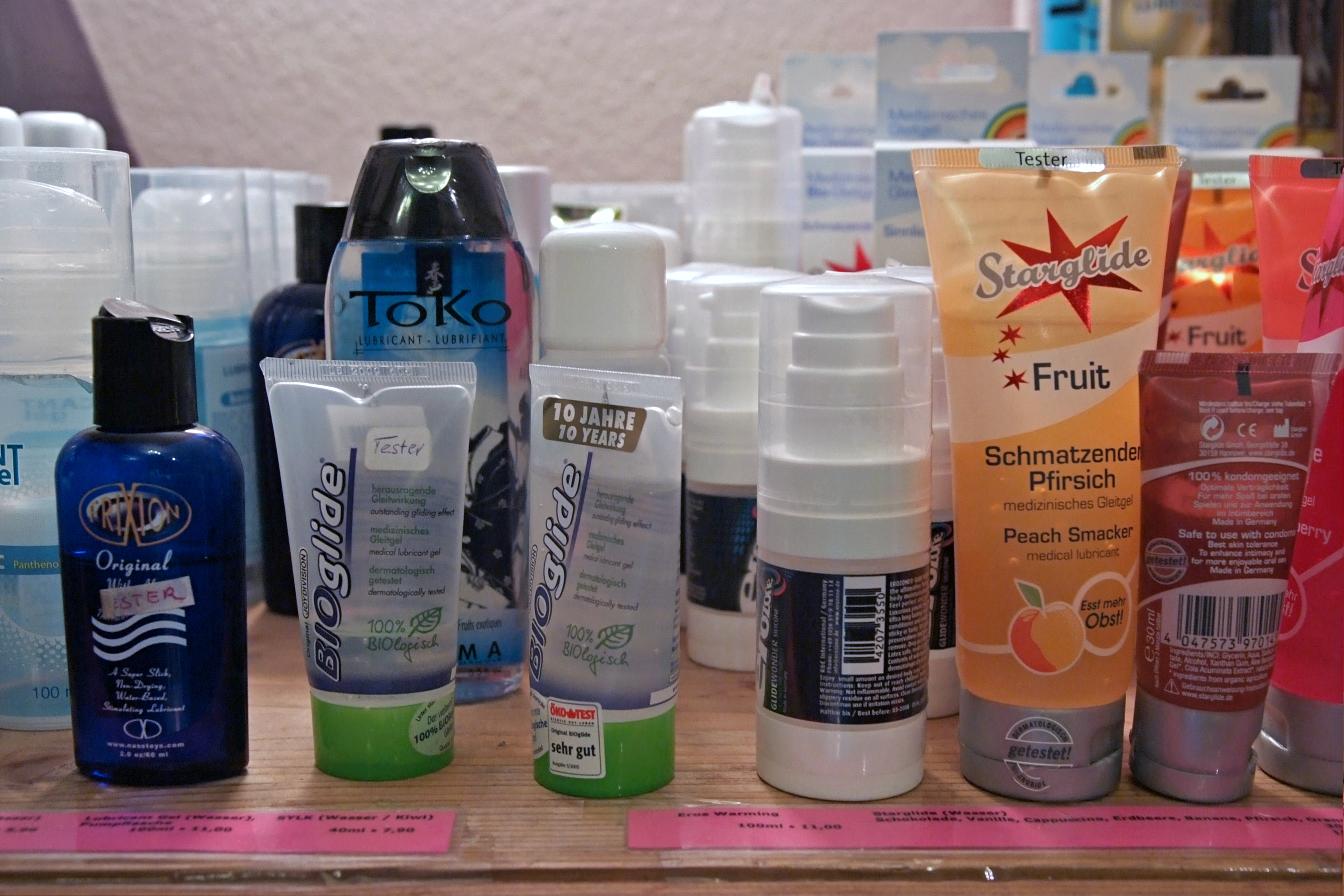
Vari lubrificanti intimi

I lubrificanti intimi, spesso venduti sotto il nome di lubrificanti vaginali, sono i lubrificanti specializzati nel ridurre l'attrito durante le attività sessuali.
Sebbene siano derivati dai lubrificanti chirurgici utilizzati durante le procedure mediche, essi sono più comunemente usati per fornire lubrificazione durante le attività sessuali, in particolare in quei casi in cui la naturale lubrificazione non sia disponibile. Esistono tre diversi tipi di lubrificanti intimi che vengono distinti in base all'ingrediente principale. 

## Tipologia

### A base acquosa
I lubrificanti intimi a base acquosa sono idrosolubili (cioè si sciolgono nell'acqua), sono quelli con meno controindicazioni, hanno però la tendenza a seccarsi durante l'uso. I lubrificanti a base acquosa sono incompatibili con attività sessuali che si svolgano nell'acqua, dato che si dissolvono in acqua.

### A base oleosa
I lubrificanti a base oleosa sono generalmente gelatine. Essendo a base oleosa, non reagiscono a contatto con i fluidi del corpo e non seccano a contatto con l'aria come avviene invece per i prodotti a base acquosa, e questo permette loro di durare a lungo. Tuttavia rispetto ai prodotti a base acquosa hanno un minore effetto lubrificante.
Un altro svantaggio dei prodotti a base oleosa è che sciolgono il lattice. Quindi non possono essere usati con dildo o preservativi di lattice naturale, in quanto i primi verrebbero rovinati e i secondi perderebbero la loro efficacia sia come contraccettivi sia come protezione dalle malattie a trasmissione sessuale. In questa categoria vanno incluse lozioni o cibi a base oleosa (come il burro o l'olio da cucina) che possono essere utilizzati come lubrificanti.
Tra i prodotti a base oleosa più diffusi in commercio ci sono la vaselina e l'olio per bambini, e alcune creme cosmetiche.

### A base siliconica
Sono i lubrificanti dell'ultima generazione. All'aspetto sembrano lubrificanti acquosi e durano di più, dato che offrono meno attrito e che seccano più lentamente: ne basta quindi una quantità minore, ma a non tutti piacciono al tatto.
Dato che sciolgono il silicone non si dovrebbero usare con la maggior parte dei dildo di qualità perché ne aggrediscono la superficie, anch'essa spesso di silicone; inoltre tali lubrificanti lasciano sui tessuti delle macchie più difficili da lavare rispetto a quelli a base acquosa.

## Uso

### In medicina
In medicina i lubrificanti intimi vengono utilizzati negli esami ginecologici, nell'esame rettale digitale, nei termometri anali e negli erogatori del clistere.

### Nei rapporti sessuali
I lubrificanti vengono utilizzati per diminuire la frizione nelle attività sessuali e vengono tipicamente applicati sul pene, sui dildo, nella vagina e nell'ano prima della penetrazione. I lubrificanti intimi permettono di praticare con più facilità attività come il sesso anale, eliminando o riducendo la sensazione di dolore provocato dalla frizione. Sono molto utili anche nei casi in cui la donna risenta di secchezza vaginale, cioè quando la lubrificazione non è sufficiente. Sono dei coadiuvanti anche nel caso in cui la vagina sia contratta al punto di rendere difficoltosa la penetrazione.

### Nella masturbazione
Mentre solitamente le donne dispongono di una buona lubrificazione della vagina sin dalle prime fasi dell'eccitazione, nei maschi la lubrificazione del pene è molto ridotta. Essi emettono un liquido, prodotto dalle ghiandole di Cowper, che ha un leggero effetto lubrificante ma solo in uno stato avanzato di eccitazione. Inoltre ai maschi circoncisi manca lo scorrimento consentito dal prepuzio e questo rende spesso necessario l'uso di lubrificanti artificiali all'inizio della masturbazione. Altre motivazioni per l'uso di lubrificanti intimi artificiali possono essere il desiderio di ulteriori stimolazioni (come nel caso dei lubrificanti con effetto "riscaldante") e il poter esercitare una maggiore forza sul pene.